# Treron teysmannii
Il piccione verde di Sumba o piccione verde delle Isole Sumba (Treron teysmannii Schlegel, 1879) è un uccello della famiglia dei Columbidi diffuso nelle Piccole Isole della Sonda.